# Olivier Pierson
Olivier Pierson (Frankrijk) is een Frans journalist en stripauteur. Sinds 2012 is hij als journalist verbonden aan Québec Le Mag in Montreal, waarvoor hij sinds 2019 redacteur en plaatsvervangend hoofd is.
Pierson studeerde in 1993 af aan de universiteit van Lotharingen in de richting moderne literatuur.
Pierson publiceerde enige boeken, te weten Le voleur et les nudistes (2012) en Dans mon Québec au Canada (2013). In 2011 leverde hij deels de teksten aan en redigeerde hij de teksten voor het album De Atlantische muur in de educatieve stripreeks De reportages van Lefranc dat door Olivier Weinberg getekend werd.